# 常徳院 (久喜市)
常徳院（じょうとくいん）は、埼玉県久喜市にある曹洞宗の寺院。

## 歴史
南北朝時代、清久氏の開基である。清久氏は当地を根拠地とする領主であり、清久一族の菩提寺として創建された。
隣には雷電神社がある。当院は神仏分離後に寺運衰微し、記録が散逸してしまったことから、雷電神社の別当寺であったのかどうかは不明になっているが、雷電神社の神体だった十一面観音は当院に引き取られている。この十一面観音は現在は当院の本尊となっているが、秘仏である。60年に一度、午の年に開帳される。普段は大日如来が代わりの本尊となっている。

## 交通アクセス
- 路線バス高木病院停留所より徒歩9分。